# Herbert Spencer
Herbert Spencer, angleški filozof, biolog in sociolog, * 27. april 1820, Derby, Anglija, † 8. december 1903, Brighton, Anglija.
Herbert Spencer je bil angleški filozof, biolog, antropolog, sociolog, znanstvenik, inženir in politični ekonomist. Bil je glavna figura intelektualnega razvoja v 19. stoletju. Kot polihistor je veliko prispeval k razvoju na področjih etike, religije, antropologije, ekonomije, politične teorije, filozofije, biologije, sociologije in psihologije. Leta 1902 je bil nominiran za Nobelovo nagrado za literaturo.
Bil je eden glavnih zagovornikov evolucijske teorije v sredini 19. stoletja. Ukvarjal se je z naukom o evoluciji, ki pa naj ne bi bila (po njegovem mnenju) prisotna samo pri organizmih, ampak tudi pri neorganskih sistemih. Spencer je veljal za enega izmed prvih sociologov, ki so človeško družbo proučevali znanstveno in to z vidika evolucije. Skupaj z Edwardom Burnettom Tylorjem in Lewisom Morganom je tvoril veliko trojico kulturnih evolucionistov 19. stoletja. Skoval je izraz zakon močnejšega (survival of the fittest), ki ga je uporabil kot sopomenko za Darwinov izraz naravna selekcija. Najbolj je znan po sintetični filozofiji – povezavi evolucijske teorije s filozofijo, psihologijo in sociologijo.
Za časa svojega življenja je prodal približno milijon svojih del, ki so bila prevedena v francoščino, nemščino, španščino, italijanščino in ruščino. Njegove ideje so bile priljubljene v številnih državah.

## Življenje
Herbert Spencer se je rodil v mestu Derby v osrednji Angliji v premožni meščanski družini v času razcveta britanske industrije. Člani njegove družine so bili socialni in verski kritiki. Bil je najstarejši izmed devetih otrok, vendar je le on preživel otroštvo. Kot otrok je bil zelo bolehen, kar ga je spremljalo vse življenje, delal je lahko le po nekaj ur na dan, doživel je veliko živčnih zlomov. Njegov oče, William George Spencer, je bil po poklicu učitelj in ravnatelj. Herberta je sprva poučeval njegov oče, kasneje pa stric Thomas, duhovnik. Spodbujala sta ga, da je mislil s svojo glavo. Seznanila sta ga s študijami o naravi, s temelji znanosti kot je matematika, zanemarila pa sta zgodovino. Tako se Spencer v svojem življenju ni nikoli naučil zgodovine filozofije in ni znal nobenega tujega jezika. Večino svojega znanja pa je pridobil s prebiranjem številnih znanstvenih knjig. Njegov oče je bil tudi tajnik Derbyske filozofske skupnosti, ki jo je ustanovil Erazem Darwin, ded Charlesa Darwina.
Spencer se je v mladosti zanimal za različne znanstvene vede, med katerimi se nikakor ni mogel ustaliti. Pod vplivom svojega očeta se je posvetil inženirstvu in je bil do leta 1841 zaposlen kot inženir pri londonskih in birminghamskih železnicah. V svojih zgodnjih dvajsetih letih se je posvetil novinarstvu in političnemu pisanju. V tem času je napisal veliko člankov politično radikalne časopise. S smrtjo strica Thomasa je podedoval dovolj denarja, da se je lahko povsem posvetil pisanju. Od leta 1848 do 1853 je deloval kot pomočnik pomembnejšega finančnega časopisa The Economist, v tem času pa je objavil tudi svojo prvo knjigo Social Statics (1851), v kateri se nanaša na Lamarckove ideje o evoluciji družbe in preživetju »najustreznejših«.
V zgodnjem delu  O ustrezni obliki vladanja (On the Proper Sphere of Government) je predstavil svoje glavne ideje o individualizmu.
Njegov založnik, John Chapman, je Spencerja povabil v svoj salon, v katerem so se srečevali mnogi glavni radikalni in progresivni misleci, kot so John Stuart Mill, Harriet Martineau, George Henry Lewes, Mary Ann Evans (George Elliot) in drugi. Med najpomembnejšimi somišljeniki, ki jih je spoznal, je bil Thomas Huxley, slaven biolog. Ta poznanstva so močno krojila njegov nadaljnji razvoj in delo, še posebej prijateljstvo z Lewesom in Evansovo (s katero sta bila zapletena v ljubezensko razmerje).
Prvi plod njihovega prijateljstva je predstavljala Spencerjeva druga pomembnejša knjiga Načela psihologije (Principles of Psychology, 1855), v kateri predstavi, da človeški um temelji na naravnem pravu, kar pa se da raziskovati s pomočjo biologije. S pomočjo te teorije ni le preučeval psihe posameznika, ampak psiho celotnega človeštva oz populacije. Ta knjiga je bila manjša uspešnica kot prva, saj so jo številni močno kritizirali.
Spencerjevo zanimanje za psihologijo je temeljilo na univerzalnosti naravnih zakonov, ki pravijo, da se vse v našem vesolju da pojasniti z univerzalno veljavnostjo, tudi človeške družbe, dušo in umrljivost. Verjel je, da se da vse pojave razložiti s principom evolucije, ki je univerzalen za vse stvari v našem vesolju.
Čeprav je bil zelo prepoznaven in spoštovan psiholog in sociolog, pa je njegova slava zamrla predvsem zaradi njegovih kontroverznih idej, v katere sčasoma nihče več ni verjel. Ena izmed teh idej je bila tudi teorija o evoluciji, ki je bila predhodnica Darwinove teorije, in je bila predstavljena v knjigi Razvojna hipoteza (The Developmental Hypotesis, 1852). Teorija ni bila dobro sprejeta, posebej zaradi pomanjkanja teoretičnega sistema naravne selekcije. A vseeno je bil Spencer prvi, ki je populariziral izraz 'evolucija'.
V letu 1862 je Spencer začel s pisanjem svojega najobsežnejšega dela z naslovom Sistem sintetične filozofije (System of Synthetic Philosophy, 1862-1893). V zbirki devetih knjig je podrobno opisal, kako se evolucijski nauk nanaša na biologijo, sociologijo in psihologijo.
Spencer si je sprva prizadeval, da bi postal pisatelj, a namesto tega je postal svetovno znan filozof, eden najbolj prepoznavnih tistega časa. Njegova dela so bila popularna in zelo brana v času njegovega življenja, preživljal se je lahko zgolj z dobičkom od prodanih knjig in prispevkov o viktorijanski dobi (v treh delih Esejev/ Essays). Dela so bila prevedena v veliko različnih jezikov, od nemščine do kitajščine in japonščine, prejel pa je številne spoštovanja vredne nagrade. Bil je tudi član kluba Athenaeum, ekskluzivnega kluba gentlemanov, ki so se ukvarjali z znanostjo in umetnostjo ter X kluba, ki ga je ustanovil Huxley (v njem so se enkrat na mesec srečevali največji misleci viktorijanske dobe).
Tudi kot odrasel je bil Spencer šibkega zdravja, saj je trpel zaradi kronične nespečnosti, in je zato užival velike količine opija. Delal je lahko le nekaj ur na dan.
Zadnje desetletje svojega življenja je bil Spencer zelo osamljen, saj se ni nikoli poročil. Trpel je tudi za hipohondrijo in se nenehno pritoževal nad raznimi bolečinami. Natančna diagnoza bolezni ni bila nikoli postavljena. Zapuščali so ga somišljeniki, veliko bližnjih prijateljev mu je umrlo in njegov življenjski optimizem ga je počasi, a vztrajno zapuščal. V teh poznejših letih se je tudi politično preusmeril, iz radikalnega demokrata, ki se je boril za volilne pravice žensk in celo otrok, je namreč postal pripadnik socializma in konservativizma. Njegovo kasnejše politično prepričanje je bilo predstavljeno v njegovem najslavnejšem delu Človek proti državi (The Man versus the State, 1884).
V letu 1902 je bil nominiran za Nobelovo nagrado za literaturo, vendar jo je tako kot večino ponujenih nagrad odklonil. S pisanjem se je ukvarjal celotno življenje, dokler ni 8.12.1903 v 83. letu življenja podlegel slabemu zdravstvenemu stanju. Njegov grob leži na vzhodni strani pokopališča Highgate v Londonu, obrnjen je proti grobu Karla Marxa.

## Pomen in vpliv

### Sintetična filozofija
V njegovem delu Sistemi sintetične filozofije je jasen vpliv deizma (bog ni človek ali stvar, ampak pojem) in pozitivizma (le neposredno dano dejansko obstaja) na njegov pogled na svet. Verjel je v popolnost človeškega bitja (podobno kot kristjani), ki je zmožno višjega dojemanja in mišljenja kot živali. Verjel je v univerzalnost zakonov narave, ki je ne moremo spregledati ne pri ljudeh ne pri živalih, še posebej pa ne pri naših družbenih ureditvah. Univerzalnost teh zakonov naj bi pojasnila vse fenomene v našem vesolju brez izjem. Ti zakoni narave so združeni v en temeljni zakon, to je evolucijski zakon (najmočnejši, najustreznejši preživijo).

### Evolucija
Spencerjeva evolucijska teorija je začela cveteti z njegovim esejem Napredek: zakoni in vzroki (Progress: Its Law and Cause) in je bila temelj njegovega najobsežnejšega dela Prva načela novega filozofskega sistema (First Principles of a New System of Philosophy, 1862). Pri razvijanju svoje teorije se je nanašal in vplival na mnoge sodobnike, eden izmed njih je bil tudi Charles Darwin, avtor dela O izvoru vrst z naravnim izborom. Spencer je verjel v univerzalnost tega zakona v vsem našem vesolju, veljal pa naj bi za vse organske (živali, rastline …) in anorganske (zvezde, naš um …) sisteme. Menil je, da se vse na svetu razvija, saj je podrejeno univerzalnemu zakonu evolucije. To dokazuje tudi neprestano spreminjanje vesolja. A substrat evolucije ni duh, kakor pri Heglu, temveč materija, katere najvišji zakon je razvoj na podlagi diferenciacije in integracije, razpadanja in spajanja delcev v materialne agregate. Materija prehaja od nepovezane homogenosti do povezane heterogenosti oziroma od preprostega h kompleksnemu. Ker se količina materije ne spreminja, se vršijo samo procesi njenega pretvarjanja. Pri družbeni evoluciji gre torej za univerzalen proces razvoja od uniformnosti, homogenosti do specializacije in heterogenosti. Seveda se z njegovo idejo niso strinjali vsi, kot protiargument njegovi ideji je deloval drugi zakon termodinamike.
Spencer je družbo preučeval tako iz sociološkega kot tudi iz biološkega zornega kota. Dejal je, da je evolucija progresivni razvoj vrst, iz nižje preide na višjo stopnjo razvoja in da ima evolucija svojo najvišjo točko, kjer se ustavi.
Verjel je, da ima človek dve vrsti znanja: tisto, ki ga pridobi vsak posameznik s svojimi lastnimi izkušnjami in pa znanje celotnega človeštva, ki je enotno za vse in ki ga vsak posameznik dopolnjuje in skriva v sebi.

### Sociologija
Velik vpliv na Spencerja in predvsem na njegovo mišljenje je imel francoski socilog Auguste Comte, ki je podobno kot Spencer preučeval sociološko – kulturno evolucijo družbe. Sicer pa velja Spencer za očeta socialnega darvinizma.
Spencer je družbo primerjal z biološkim organizmom (oba povečujeta maso in večata kompleksnost, oba diferencirata funkcije in po propadu družbe/organizma se njuni strukturni deli še nekaj časa obdržijo pri življenju). Tako kot Darwin, a neodvisno od njega, je rekel, da v naravi preživijo le tisti, ki so po individualnih značilnostih najbolje prilagojeni okolju.
V družbi je odkril tri sisteme organov, ki ustrezajo biološkim organom. Prebavilom (požiralnik, želodec, jetra, črevesje) ustrezajo industrijske ustanove, srce in krvni obtok predstavljata prometna sredstva, regulativni sistem (možgani in živci) pa vladno-vojaške ustanove. Razlika je le v tem, da družba iz svojih sestavnih delov (ljudi) ne tvori ene strnjene celote.
Priznaval je dva tipa družbe: industrijskega (družba ščiti posameznika, namesto da se le-ta žrtvuje zanjo) in vojaškega (posameznik je podrejen družbi in lahko svoje interese zastopa le, ko ga "pleme" ne potrebuje), razvoj obeh tipov družb pa je pojasnil z evolucijskim naukom.
Njegova teorija je bila slabo sprejeta, večina sodobnikov iz sociološkega področja je še vedno strogo ločevala družbo in njen razvoj od bioloških konceptov.

### Agnosticizem
Prav zaradi agnosticizma je bil Spencer tako zelo znan v času svojega življenja. Ločil se je od kakršnih koli že sprejetih ver, kot je na primer anglikanska. Med seboj pa je želel povezati dve povsem nasprotni si strani: znanost in vero. Verjel je, da bo lahko le tako spregledal resničnost o našem nastanku in bivanju. Verjel je, da je najvišja stopnja evolucije v religiji čaščenje in sprejemanje Neznanega (the Unknowable).

### Politični pogledi
Na Spencerja so zelo vplivale politične razmere v 19. stoletju, v času reform. Zavzemal se je za liberalizem in individualizem, o katerih je napisal tudi knjigo Družbena statika (Social Statics, 1851( kjer je med drugim zagovarjal posameznikovo pravico do ignoriranja države. Spencer definira sužnja kot osebo, ki pod prisilo poskuša zadovoljiti želje nekoga drugega. Njegov gospodar je lahko oseba ali družba.

### Socialni darvinizem
Herbert Spencer je neločljivo povezan s socialnim darvinizmom. Bistvena ideja socialnega darvinizma je, da je najbolje tistemu, ki je najbolj prilagojen družbi. Nič, niti človekova težnja k socialnemu preživetju, naj ne bi oviralo naravnih zakonov. Spencer se je predvsem posvetil človeški tekmovalnosti v družbi, ki jo je primerjal s tekmovanjem živali za preživetje.

### Splošni vplivi
V 1870-ih in 1880-ih letih je bil Spencer zelo popularen, tudi njegove knjige so se dobro prodajale. Spencer je verjetno prvi in možno tudi edini filozof, ki mu je že v času svojega življenja uspelo prodati več kot milijon izvodov svojih del. Njegove misli, ki so težile k izpopolnjevanju samega sebe, so bile namreč primerne za veliko različnih ciljnih skupin. Spencerjeva dela so bila navdih za tiste, ki so verjeli, da so gospodarji svojega življenja in prihodnosti. Njegove ideje so vplivale na veliko mislecev, kot so Henry Sidgwick, T.H. Green, G.E. Moore, William James, Henri Bergson in še posebej Émile Durkheim. Nad Spencerjem se je navdušil tudi poljski pisatelj Bolesław Prus, ki je njegove ideje uporabil v nekaterih svojih knjigah.
Kljub svoji popularnosti za časa svojega življenja je Spencerjev ugled po njegovi smrti skorajda izpuhtel.

### Politični vplivi
Spencerjeve ideje so bile najbolj vplivne na kitajskem in japonskem območju, saj so voditelji teh držav želeli vzpostaviti močne države brez zahodnih konkurentk. Na Kitajskem je bil njegov recenzent učenjak Yan Fu, na Japonskem pa Niši Amane, ki sta bila med prvimi azijskimi intelektualci, ki sta se začela zanimati za ideje in miselnost Zahoda.

### Vplivi na literaturo
Spencer je vplival tudi na literaturo, najbolj s svojim esejem Filozofija sloga (The Philosophy of Style). V njem se je osredotočil predvsem na pozicije stavčnih členov in tako ustvaril vodnik efektivne kompozicije.  Njegove zamisli se v literaturi praktično niso uveljavile, saj so pomembnejše za retoriko. Herbert Spencer je verjel, da je ideal vsakega pisca to, da lahko bralec prepozna in razume njegovo sporočilo s čim manj miselnega truda.
V literaturi so se na Spencerjeve ideje sklicevali George Eliot, Lev Nikolajevič Tolstoj, Thomas Hardy, George Bernard Shaw, Bolesław Prus, Abraham Cahan, D. H. Lawrence, Machado de Assis, Richard Austin Freeman in Jorge Luis Borges.

## Anekdota
Ko se je filozof Herbert Spencer postaral, so ga vprašali, ali se kesa, ker se ni oženil. Odgovoril je: 
»Nasprotno! Tolažim se z mislijo, da živi nekje neznana ženska, ki sem jo s tem osrečil, čeprav ona tega ne ve.«